# Ezáfe
Az ezáfe (اضافه – ezâfe) a perzsa nyelvben két szót kapcsol össze, hogy nyelvtani szerkezetet képezzen. Egy hangsúlytalan -e vagy -i, amennyiben magánhangzóra végződő szóhoz kapcsolódik, egy -y- kötőhang kerül elé. Használata gyakran megegyezik az angol of szóéval. Írásban általában nem jelölik.
Gyakori használatai:
- Birtokos szerkezet képzése: barâdar-e Maryam 'Maryam fivére' (személyes névmással is használható — barâdar-e man 'az én fivérem' — de beszédben jóval gyakoribb a birtokos személyrag: barâdar-am).
- Jelzős szerkezet: barâdar-e dânâ 'az okos fivér'
- Keresztnév vagy cím és vezetéknév: mohammad-e mosaddegh Mohammad Moszaddeg, agha-ye mosaddegh Mosaddeq úr

Egész ezáfe-láncok is képezhetőek:
- „a nagy, szép, zöld ház” xâne-ye sabz-e zibâ-ye bozorg
- „Maryam apjának háza” xâne-ye pedar-e Maryam

Az ezáfe az óiráni vonatkozó névmásból fejlődött ki. A középperzsában még egész vonatkozói mondatokat lehetett képezni vele, a mai perzsában ez már nincs meg, de például a szorani nyelvben megvan.
Az ezáfe jellemző az iráni nyelvekre, de nem mindegyikben fordul elő. Maga a kifejezés az arab idáfa (اضافة – iḍāfa; szó szerint „hozzáadás, bővítés, összekötés”) szóból ered, ami ott kizárólag birtokos szerkezetet jelent. A török nyelvekben teljesen más típusú szerkezetre használják. Az oszmán-török nyelv gyakran használta eredeti funkciójában (az Oszmán Birodalom hivatalos neve Devlet-i ʿÂliye-i Osmaniyye – Magasságos Oszmán Állam – volt). Az urdu nyelv is használja, főleg költészetben.

## Külső hivatkozások
- The Persian ezafe